# بور ساکسیل نیلسن
بور ساکسیل نیلسن (انگلیسی: Børge Saxil Nielsen; ۲۱ فوریهٔ ۱۹۲۰ – ۲۰ مارس ۱۹۷۷) دوچرخه‌سوار اهل دانمارک بود.